# Sessões de filmes da RTP1
Desde o início da televisão em Portugal, a 7 de março de 1957, que tem sido frequente a exibição de filmes na televisão portuguesa. O primeiro filme a ser exibido na televisão foi Fado, História de uma Cantadeira, na RTP1, no dia 13 de março de 1957, pelas 21h33, três minutos a seguir à abertura da emissão, com um intervalo às 22 horas, para a transmissão do noticiário, de 25 minutos, sendo retomado o respectivo filme até às 23 e 25, hora em que se transmitiam as últimas notícias, e o fim da emissão, às 23 e 30. A partir daí, os filmes eram transmitidos às terças ou quartas-feiras, exibidos em duas partes, intercalado com o Jornal de Actualidades e do Noticiário.
No entanto, só em 1961 é que apareceu a primeira rubrica dedicada à exibição de filmes: 7ª Arte, com apresentação do cineasta Fernando Garcia. Com o surgimento de novas rubricas de exibição de filmes na RTP sem apresentação e comentário prévio de filmes, esta rubrica chegou ao fim e surgiriam blocos célebres como a Tarde de Cinema, Noite de Cinema e Lotação Esgotada, na RTP1, e Cinemateca, Cineclube e Cinco Noites, Cinco Filmes, na RTP2.

## 1957
| Dia de exibição     | Titulo do filme e ano                                | País de origem | Elenco principal                                                                            | Tempo de exibição    |
| ------------------- | ---------------------------------------------------- | -------------- | ------------------------------------------------------------------------------------------- | -------------------- |
| 13 de março de 1957 | Fado, História de uma Cantadeira (1947)              | Portugal       | Amália Rodrigues, Virgílio Teixeira                                                         | 1 hora e 52 minutos  |
| 20 de março de 1957 | Frei Luís de Sousa (1950)                            | Portugal       | Maria Sampaio, María Dulce, Raul de Carvalho                                                | 1 hora e 52 minutos  |
| 26 de março de 1957 | A Canção da Terra (1938)                             | Portugal       | Elsa Rumina, Barreto Poeira, Óscar de Lemos                                                 | 2 horas              |
| 2 de abril de 1957  | A Severa (1930)                                      | Portugal       | Dina Teresa, António Luís Lopes                                                             | 2 horas e 7 minutos  |
| 9 de abril de 1957  | A Canção de Lisboa (1933)                            | Portugal       | António Silva, Beatriz Costa, Manoel de Oliveira, Vasco Santana, Sofia Santos, Teresa Gomes | 2 horas e 7 minutos  |
| 16 de abril de 1957 | Senhora de Fátima (1933)                             | Espanha        | Ines Orsini, Fernando Rey, Tito Junco                                                       | 1 hora e 53 minutos  |
| 23 de abril de 1957 | Chaimite (1933)                                      | Portugal       | Jorge Brum do Canto, Jacinto Ramos, Emílio Correia, Artur Semedo                            | 2 horas e 57 minutos |
| 30 de abril de 1957 | Gado Bravo (1934)                                    | Portugal       | Nita Brandão, Olly Gebauer, Mariana Alves                                                   | 2 horas e 17 minutos |
| 31 de julho de 1957 | O Desterrado - Vida e Obra de Soares dos Reis (1950) | Portugal       | José Amaro, Dórdio Guimarães, Maria Olguim                                                  | 27 minutos           |